# Friedrich Heinrich Ludwig von Pfuel
Friedrich Heinrich Ludwig von Pfuel (né le 2 octobre 1781 au manoir de Jahnsfelde et mort le 16 juillet 1846 à Carlsbad) est un lieutenant général prussien, commandant de Sarrelouis, Spandau et Stettin.

## Biographie

### Origine
Friedrich Heinrich Ludwig von Pfuel est issu de l'ancienne famille noble von Pfuel (de), qui vit à Jahnsfelde en Suisse marchoise (de) et est le fils de Ludwig von Pfuel (de) (1718-1789) et de Johanna Christiane Sophie, née Kranz (1755-1783). Son père est un général de division prussien, propriétaire de Jahnsfelde et ancien maréchal de la cour du prince Frédéric-Guillaume de Prusse. Le général, ministre de la Guerre et ministre-président de Prusse Ernst von Pfuel (1779–1866) est son frère.

### Carrière militaire
Pfuel étudie au lycée Frédéric-Guillaume de Berlin puis à la maison des cadets de Berlin. Le 24 mars 1796, il est transféré au 36e régiment d'infanterie "von Puttkamer (de)" de l'armée prussienne à Brandebourg-sur-la-Havel en tant que porte-drapeau. Le 10 octobre 1797, il est promu sous-lieutenant et à ce titre Pfuel est à partir de 1803 adjudant du bataillon de grenadiers 12/36. Pendant la guerre contre la France en 1806, il est blessé à la bataille d'Iéna et rendu inactif par la reddition de Lübeck.
Après la paix de Tilsit, Pfuel est adjudant à l'état-major, accède au grade de capitaine d'état-major et prend finalement sa retraite le 20 août 1811. En 1813, il reprend le service actif et devient capitaine à l'état-major général sous les ordres de Yorck. Pfuel reçoit la croix de fer de 2e classe pour ses performances lors de la bataille de Lützen. En juillet, il rejoint l'état-major général sous les ordres d'August von Thümen et prend part à la bataille de Gross Beeren et à plusieurs escarmouches. Entre-temps, fin août, Pfuel est muté fin août comme major à l'état-major de la 4e brigade du 3e corps d'armée et le 2 mars 1814 il reçoit la croix de fer de 1re classe.
Du 20 mai au 2 octobre 1815, Pfuel fut brièvement affecté au quartier général du prince héritier de Wurtemberg puis est transféré au commandement général en Saxe après avoir été promu lieutenant-colonel. Le 31 juillet 1817, il est nommé commandant du 33e régiment de fusiliers. Le 3 mars 1820, il est affecté au 34e régiment de fusiliers et le 30 mars 1822, il est promu colonel avant de commander le 30 mars 1825 le 1er régiment de grenadiers de la Garde. En 1829, Pfuel est nommé commandant de Sarrelouis et immédiatement après commandant de Spandau. Avec sa promotion au grade de général de division, il devient commandant de la 2e brigade d'infanterie (de). Un an plus tard, Pfuel reprend la 3e brigade d'infanterie. Le 30 mars 1838, il est chargé de diriger la 12e division d'infanterie et est finalement nommé le 10 septembre 1840 commandant de cette grande unité. Pfuel rend le commandement le 6 juin. À partir d'avril 1842, il est promu lieutenant général et en même temps nommé commandant de Stettin. Dans cette position, il est recompensé le 12 septembre 1844 de l'Ordre de l'Aigle rouge de 2e classe avec feuilles de chêne. En 1846, il a une sérieuse dispute avec son supérieur le général Frédéric von Wrangel. En conséquence, le roi Frédéric-Guillaume IV ouvre une enquête au cours de laquelle Pfuel tombe malade, est autorisé à Carlsbad et y décède.
Il est seigneur de Jahnsfelde, Wilkendorf (de) et Gielsdorf. Il est également chevalier de l'Ordre de Saint-Jean.

### Famille
Pfuel se marie le 24 décembre 1811 avec Karoline Adelheid von Boeltzig (1794–1820). Elle est la fille du général de division prussien Wilhelm von Boeltzig (de). Après la mort de sa première femme, Pfuel se marie le 9 juillet 1824 à Nennhausen Klara Maria von Rochow (de) (1796–1865) de la branche de Goltzow. Elle est la fille unique de Caroline de la Motte Fouqué.
Le mariage produit les enfants suivants:
- Rosamunde Adelheid Auguste (née le 19 octobre 1812 à Berlin) mariée avec Karl von Strachwitz (de) (1809–1872), général de division prussien
- Arthur Heinrich Julien (né le 5 mai 1815 à Berlin et mort le 31 décembre 1844), premier lieutenant prussien et adjudant du régiment de hussards du Corps de la Garde
- Adalbert Hermann Friedrich Karl Heinrich (1820–1821)
- Alexander Friedrich Karl Reinhold (de) (1825–1898), sous-lieutenant , conseiller de chevalerie et seigneur de Jahnsfelde marié avec Anna von Brühl (1835–1918), fille de Carl von Brühl et petite-fille de Hanns Moritz von Brühl. Ils sont les grands-parents de Curt-Christoph von Pfuel (de).
- Richard Baldwin Ernst (né le 13 novembre 1827 à Berlin et mort en 1900), conseiller de légation de Prusse, consul général et ambassadeur d'Allemagne ; 1872/1876 consul général d'Allemagne à Bucarest, 1876/1888 envoyé impérial extraordinaire et ministre plénipotentiaire à la Cour de Suède, seigneur de Gielsdorf
- Gustav Felix Bertram (de) (1829–1897), directeur en chef de la chevalerie, député de la chambre des seigneurs de Prusse, seigneur de Wilkendorf marié avec Elise von Reventlow (1842–1865). Ils sont les beaux-parents du chancelier Theobald von Bethmann Hollweg
- Mélusine Adelheid (1834–1835)